# Аль-Каїм (халіф)
Абу Джафар Абдулла́х ібн Ахмад аль-Ка́їм Біамрілла́х (араб. أبو جعفر عبد الله القائم بأمر الله; 1001—2 квітня 1075) — Багдадський халіф з династії Аббасидів, що правив з 1031 по 1075. При ньому фактична влада в Халіфаті перейшла від Буїдів до Сельджуків.

## Життєпис
Абдуллах ібн Ахмад аль-Каїм народився в 1001 році. Його батьком був халіф аль-Кадір, матір'ю — вірменка Катруннеда. Він став халіфом у 1031 р за заповітом свого батька. Він був справедливим, набожним, багато часу приділяв заняттям літературою. Під час його правління влада Буїдів ослабла і вони втянулись в міжусобиці. В цей смутний час об'явився якийсь Абуль Харіс Арслан аль-Бесарірі, який мав намір повалити халіфа і покласти край Халіфату. Халіф попросив від нього допомоги у правителя турків-огузів Тогрул Бека, який в цей час перебував у Реї. У відповідь на це прохання Тогрул Бек прибув до Багдаду, а аль-Бесарірі втік до Єгипту до фатімідського халіфа аль-Мустансіра.
Потім аль-Бесарірі вдалося зіпсувати відносини Тогрул Бека з його братом Ібрагімом Йеналом. Скориставшись конфліктом, аль-Бесарірі за підтримки єгипетських військ зумів увійти в Багдад. У всіх мечетях Багдада п'ятничні проповіді (хутба) почалися зі згадки імені фатимідского халіфа. Виняток склала мечеть, яка перебувала під безпосереднім контролем аббасидських халіфів. Потім аль-Бесарірі полонив халіфа аль-Каїма і кинув у темницю в місті Хадісет аль-Ана. Був убитий візир Абу Маслама, який активно виступав проти Фатимідів і Буїдів. Будучи в полоні, халіф аль-Каїм записав своє відоме благання до Аллаха, в якій він молив про допомогу проти аль-Бесарірі. Ця записка була передана мекканцям, які повісили її на стіни Кааби.
Тим часом Тогрул Бек здобув перемогу над Йеналом і рушив на Багдад. Він оволодів містом, поклавши край тиранії заколотника. Аль-Бесарірі, який не зумів протриматися при владі більше року, був захоплений і страчений. Тогрул Бек звільнив і повернув у Багдад халіфа аль-Каїма, який пробачив всіх своїх мучителів і став проводити багато часу в молитві і пості. У 1062 році він видав свою дочку заміж за Тогрул Бека, який взяв під свій контроль Багдад, а потім виїхав до Рею. Халіф аль-Каїм помер в 1075.
Перемога сельджуків дала можливість ортодоксальному сунізму потіснити шиїтів і знову стати домінуючою течією в Халіфаті.
При сельджуках положення халіфів відразу значно покращилося. Їм виявлялося більше знаків уваги і надавалися кошти на досить представницьке життя. У міру зростання їх добробуту ріс їх політичний вплив у Халіфаті.